# AWC G2
Le AWC G2 est un fusil de sniper en bullpup produit au début des années 1990 par la société américaine AWC Systems Technologyis.

## Histoire
Lynn McWilliams, président de la société AWC Systems Technologies, voulait développer une arme de sniper basée sur le M14/M1A. Celle-ci s'est d'abord appelée G2.
Les tests du gouvernement ont montré une précision d'une minute d'arc, et le G2 a remplacé le M14.
Les derniers développements ont conduit au G2A+, développé et testé à l'école de sniper de Fort Bragg. Kroeger march barrels est responsable de l'arlme, et Lynn McWilliams' du montage de la lunette.

## Production
Le AWC G2 n'a été produit qu'en de très faibles quantités, et vendu uniquement au gouvernement américain et à des particuliers. Moins d'une centaine d'armes semi-automatiques ont été produites, avec un choix entre 4 couleurs (noir, blanc, vert, mais aussi gris "panzer").
Une version automatique a également été produite, permettant le tir en rafale.